# Lance Archer
Lance Hoyt (28 de febrero de 1977) es un luchador profesional estadounidense, conocido por el nombre de Lance Archer quien actualmente compite en All Elite Wrestling (AEW) y en la New Japan Pro-Wrestling (NJPW). Hoyt es conocido por haber trabajado para la Total Nonstop Action Wrestling (TNA), la World Wrestling Entertainment (WWE). 
Entre sus logros, Archer ha sido una vez campeón mundial al ser Campeonato Universal Pesado de la WWC. También ha ganado cuatro ocasiones el Campeonato Mundial en Parejas de la NWA, dos en la TNA junto a Kid Kash y dos en la  NWA junto a Davey Boy Smith, Jr. También ganó en la NJPW en dos ocasiones el Campeonato Peso Pesado de los Estados Unidos de la IWGP, el Campeonato en Parejas de la IWGP junto a Smith y el torneo G1 Climax Tag League de  2011 con Minoru Suzuki.

## Carrera

### Total Nonstop Action Wrestling (2004-2009)
Hoyt fue contratado por Total Nonstop Action Wrestling (TNA) en marzo de 2004 e inmediatamente se asoció con el pilar de la División X Kid Kash como Dallas, guardaespaldas de Kash, compañero de equipo y pariente en pantalla .  Él y Kash participaron en un torneo por el vacante Campeonato Mundial en Parejas de NWA y ganaron los títulos vacantes al derrotar a Low Ki y Christopher Daniels en la final el 7 de abril.  Perdieron los títulos ante D'Lo Brown y Apolo la semana siguiente, luego los recuperaron de Brown y Apolo la semana siguiente.  Su segundo y último reinado terminó el 4 de junio de ese año cuando fueron derrotados por America's Most Wanted
Después de que Kash fuera suspendido por TNA en junio de 2004, Hoyt se vio reducido a luchar en dark matches . Apareció esporádicamente con TNA durante el resto del año y ayudó a Kash en su feudo con AJ Styles a su regreso de la suspensión.  En enero de 2005, Hoyt comenzó a luchar bajo su propio nombre por instrucción del booker Dusty Rhodes .  La explicación común para esto es que no querían ninguna confusión entre Hoyt y Diamond Dallas Page . Hoyt y Kash compitieron en la división de parejas, desafiando sin éxito a America's Most Wanted por el Campeonato Mundial en Parejas de NWA en Against All Odds el 13 de febrero, hasta que Kash fue liberado por TNA el 19 de abril de 2005.  Sin un compañero, Hoyt se asoció con Chris Candido para enfrentar a Sonny Siaki y Apolo en una lucha en jaula en Lockdown .  En el transcurso del combate, Candido sufrió una grave lesión en la pierna y fue sacado en camilla, y Hoyt fue inmovilizado poco después.  Después del combate, los cómplices de Candido, The Naturals , atacaron a Hoyt, convirtiéndolo así en un personaje de face . 
Hoyt comenzó a desarrollar un fuerte seguimiento de fanáticos, lo que lo llevó a introducir un truco conocido como "Hoytamania", una referencia a la "Hulkamania" que rodeaba a Hulk Hogan .  Tuvo un feudo con Team Canada a mediados de 2005 y perdió ante Abyss en Sacrifice .  Perdió ante Monty Brown en Bound for Glory  y estuvo involucrado en el 10-man Gauntlet match más tarde en la noche para determinar el contendiente número uno para el Campeonato Mundial Peso Pesado de la NWA de Jeff Jarrett .  En ese combate, Hoyt fue eliminado por el eventual ganador Rhino .  Más tarde comenzó a hacer equipo con Matt Bentley en combates de equipos de mitad de cartelera hasta que un incidente de silla de acero malinterpretado llevó a Bentley a creer que Hoyt lo había "jodido", y se volvió severamente contra él con una pelea espontánea en el ringside, que consistió en varios golpes de silla. Hoyt derrotó a Bentley en Destination X.  Regresó a TNA en No Surrender en la batalla real de Triple Chance Tag Team como compañero de Ron "The Truth" Killings , pero fue uno de los primeros eliminados del combate.  Hoyt hizo su regreso a Spike TV, haciendo equipo con Killings para derrotar a Matt Bentley y Kazarian .
Hoyt participó en el torneo Fight for the Right , donde fue uno de los dos últimos hombres restantes, llegando a la tercera etapa del combate. Perdió ante Abyss, quien ganó un pase directo a la final del torneo para tener una oportunidad por el Campeonato Mundial Peso Pesado de la NWA. Aun así, luchó contra Ron Killings en los cuartos de final del torneo en el episodio del 2 de noviembre de Impact!, pero fue derrotado. En Genesis , Hoyt y Killings derrotaron a Austin Starr y Alex Shelley con Kevin Nash en el ringside
Después de que a Killings se le diera un nuevo programa, Hoyt comenzó a hacer equipo con Voodoo Kin Mafia (VKM). Su papel con el equipo parecía ser el de un amigo y guardaespaldas, cuidando sus espaldas durante sus combates y trabajando ocasionalmente con ellos en el combate por equipos de seis hombres en Impact!. En Slammiversary , VKM derrotó a Basham y Damaja cuando Kip James cubrió a Basham, pero Hoyt le dio la espalda a VKM cuando Kip estaba a punto de atacar a Christy Hemme .  Besó a Hemme después del combate, restableciéndose así como un heel.  Hoyt perdió ante Abyss en un episodio de Impact! y una semana después perdió ante Kip James. Luego se convirtió en parte de un equipo de etiqueta manejado por Hemme junto con el regreso de Jimmy Rave , más tarde llamado The Rock 'n Rave Infection. Pronto se convirtieron en un trío de banda de rock cómico , con Hoyt y Rave entrando al ring con controladores de juego Guitar Hero y Hemme gritando en un micrófono.
Hoyt compitió en Lockdown en un combate "Cuffed in the Cage" perdiendo ante el eventual ganador, Super Eric .  Cambió su nombre de ring a Lance Rock en el episodio del 17 de julio de Impact!, donde derrotó a Matt Morgan poco después de Morgan. 
Desde entonces, The Rock 'n Rave Infection derrotó a los equipos de Abyss y Matt Morgan, Latin American Xchange y The Prince Justice Brotherhood (Super Eric, Shark Boy y Curry Man ), este último pronto comenzó un feudo con The Rock 'n Rave Infection. El 10 de febrero de 2009, Hoyt fue liberado de su contrato con TNA.  Luchó su último combate en TNA en la edición del 26 de febrero de Impact!, haciendo equipo con Rave y perdiendo ante Beer Money, Inc. en un " Off the Wagon Challenge ".

### World Wrestling Entertainment (2009-2010)
Después de un breve paso por All Japan Pro Wrestling, el 26 de abril de 2009, Hoyt anunció que había firmado un contrato con la World Wrestling Entertainment. Él luchó en el territorio de desarrollo de la WWE, la Florida Championship Wrestling bajo los nombres de Lance Hoyt, Lance Archer y Cance Archer. En su primera lucha, fue derrotado junto con Jon Cutler por Duke Rotundo & Vic Adams.
El 3 de noviembre, Hoyt debutó en la ECW como heel, derrotando a un jobber local. Después de derrotar a varios jobbers las semanas siguientes, el 8 de diciembre derrotó a Tommy Dreamer y el 17 de diciembre en Superstars. El 22 de diciembre derrotó a Goldust en el ECW Homecoming match, clasificándose para una Battle Royal la cual perdió tras ser eliminado por Shelton Benjamin empezando un feudo con él. Luego fue cambiado a la marca SmackDown!, debido al cierre de ECW, pero luego para mejorar lo enviaron a la FCW. Luego, debutó en la marca SmackDown!, donde empezó a hacer pareja con Curt Hawkins, siendo conocidos como The Gatecrashers. En la edición del 7 de octubre de WWE Superstars durante una pelea contra Chris Masters, Archer atacó de casualidad a Hawkins, quien después de la pelea, atacó a su compañero, así dividiéndose el equipo. El 19 de noviembre de 2010 fue despedido de la WWE.

### Circuito independiente (2010-2019)
Después, de ser despedido, Hoyt volvió a luchar bajo su verdadero nombre. El 11 de diciembre, Hoyt derrotó a Jax y Ray Rowe en su regreso a la River City Wrestling, ganando el Campeonato de la RCW. El 7 de enero de 2011, derrotó a Sicodélico Jr., ganando el vacante Campeonato Peso Pesado de Texas de la NWA. El 5 de marzo de 2011, Hoyt perdió el Campeonato de la RCW ante Girard St. Christopher en un combate en el que también participó Ray Rowe. El 13 de enero, Hoyt perdió el Campeonato Peso Pesado de Texas de la NWA ante Scott Summers.

### New Japan Pro-Wrestling (2011-2020)

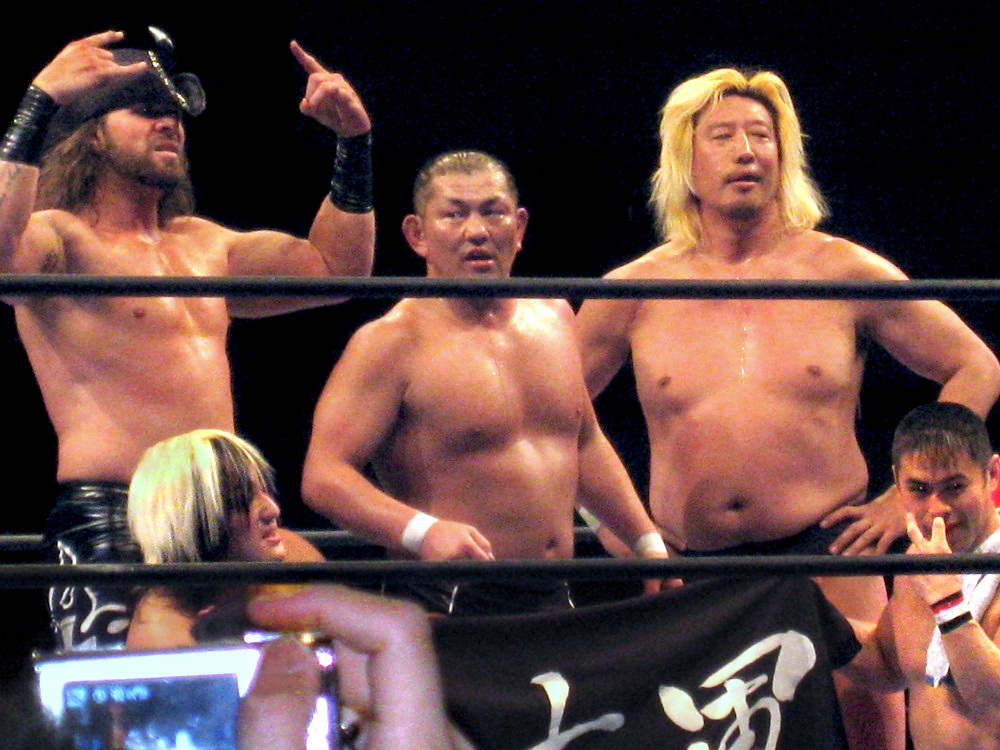
Archer como miembro de Suzukigun en febrero de 2012.

El 15 de mayo de 2011, Hoyt debutó en la New Japan Pro-Wrestling durante el primer tour de la empresa en Estados Unidos, atacando a Satoshi Kojima después de su lucha. El día siguiente, se anunció que Hoyt, luchando bajo el nombre de Lance Archer, se había unido a la Suzuki Army de Minoru Suzuki, quienes tenían un feudo con Kojima. Archer luchó por primera vez en la empresa el 18 de junio, haciendo equipo con Suzuki, siendo derrotados por Kojima & Togi Makabe. res días después, participó junto a Taichi & Taka Michinoku en el torneo J Sports Crown 6 Man Openweight Tag Team, pero fue eliminado en la primera ronda ante Kojima, Makabe & Tomoaki Honma. En agosto, participó en el 2011 G1 Climax, donde ganó 4 de sus 9 luchas, terminando octavo de los diez luchadores de su bloque.
Luego, participó en la 2011 G1 Climax Tag League junto a Minoru Suzuki y, tras cuatro victorias y una derrota, terminaron segundos de su bloque, avanzando a las semifinales. El 6 de noviembre, derrotaron a Shinsuke Nakamura & Toru Yano en la semifinal y a los Campeones en Parejas de la IWGP Bad Intentions (Giant Bernard & Karl Anderson), ganando el torneo. El 12 de noviembre, intentaron conseguir sin éxito el Campeonato en Parejas de la IWGP, pero fueron derrotados por Bad Intentions.
El 22 de julio en Kizuna Road, Archer, Suzuki, Michinoku & Taichi derrotaron a Prince Devitt, Ryusuke Taguchi, Togi Makabe & Yuji Nagata, consiguiendo Archer tres eliminaciones para su equipo. Tras el combate, se encaró a Makabe, retándose para el torneo 2012 G1 Climax. El combate se celebró el 1 de agosto, el primer día del torneo, donde Archer logró derrotarle. Participó en el torneo, donde consiguió cuatro victorias y tres derrotas, acabando de los primeros de su bloque. Sin embargo, el 12 de agosto fue derrotado por MVP en su combate final, costándole su pase a la final. El 13 de agosto, retó por el Campeonato en Parejas de la IWGP Tag Team Championship de Hiroyoshi Tenzan & Satoshi Kojima junto al nuevo miembro del stable, Harry Smith (más adelante llamado Davey Boy Smith, Jr.). El 8 de octubre en King of Pro-Wrestling, derrotaron a los campeones, ganando los títulos. K.E.S. tuvo su primera defensa exitosa el 11 de noviembre en Power Struggle, derrotando a los excampeones en la revancha. Del 20 de noviembre al 1 de diciembre, K.E.S. participaron en el torneo 2012 World Tag League, terminando con cuatro victorias y dos derrotas, avanzando a las semifinales del torneo. El 2 de diciembre derrotaron a Always Hypers (Togi Makabe & Wataru Inoue) para llegar a la final. Ese mismo día, fueron derrotados en la final por Sword & Guns (Hirooki Goto & Karl Anderson).
El 10 de febrero, KES retuvo los títulos por tercera vez en The New Beginning ante Tenzan & Kojima. El 3 de marzo, en el evento por el 41 aniversario de la empresa, se enfrentó sin éxito a Shinsuke Nakamura por el IWGP Intercontinental Championship. El 20 de abril de 2013, KES participó en un evento de la National Wrestling Alliance, poniendo sus campeonatos en juego. En el evento derrotaron a Ryan Genesis & Scot Summers, reteniendo su campeonato y ganando el Campeonato Mundial en Parejas de la NWA. Sin embargo, el 3 de mayo en Wrestling Dontaku 2013, K.E.S. perdió el Campeonato en Parejas de la IWGP ante Ten-Koji en un combate en el que también lucharon las parejas de Takashi Iizuka & Toru Yano y Muscle Orchesta (Manabu Nakanishi & Strong Man).
K.E.S. tuvo la revancha el 22 de junio, luchando contra TenKoji y Iizuka & Yano, pero no lo recuperaron. El 1 de agosto, Archer participó en el 2013 G1 Climax. El torneo concluyó el 11 de agosto, donde Archer derrotó a su compañero Smith, costándole el pase a semifinales y ganando Archer cuatro victorias y cinco derrotas. El 9 de noviembre, en Power Struggle, K.E.S. se enfrentó a Ten-Koji y a Jax Dane & Rob Conway, en una lucha a dos caídas. En la primera caída, perdieron los Campeonatos de la NWA ante Dane & Conway, pero en la segunda ganaron los Campeonatos de la IWGP. Del 24 de noviembre al 8 de diciembre, K.E.S. participó en el torneo 2013 World Tag League. Tras conseguir cinco victorias y una derrota, ganaron en su bloque, pero fueron eliminados en la semifinal por sus rivales Ten-Koji. El 4 de enero de 2014, en Wrestle Kingdom 8 in Tokyo Dome, perdieron los títulos ante Bullet Club (Doc Gallows & Karl Anderson).
K.E.S. tuvo otro combate titular el 9 de febrero en The New Beginning in Hiroshima, pero fueron derrotados de nuevo por Bullet Club. El 25 de mayo en Back to the Yokohama Arena, intentaron sin éxito ganar a los Campeones Mundiales en Parejas de la NWA Tencozy en un combate que incluyó a Rob Conway and Wes Brisco. El 21 de junio en Dominion 6.21, tuvieron otra oportunidad al títul ode la NWA, pero volvieron a ser derrotados. Del 23 de julio al 8 de agosto, Archer participó en el torneo 2014 G1 Climax, donde acabó sexto de los 11 luchadores de su bloque, con seis victorias y cuatro derrotas. El 13 de octubre en King of Pro-Wrestling, K.E.S. derrotó a Tencozy, ganando por segunda vez el Campeonato Mundial en Parejas de la NWA.

### All Elite Wrestling (2020-presente)
El 26 de febrero de 2020, se informó que Hoyt había firmado un contrato con All Elite Wrestling (AEW). El 11 de marzo en Dynamite, hizo su primera aparición como cliente de Jake "The Snake" Roberts y debutó en el ring el 1 de abril, derrotando a Marko Stunt. Más tarde, participó en el torneo por el Campeonato TNT de AEW, derrotando a Colt Cabana en los cuartos de finales. En las semifinales del dicho título, también derrotó a Dustin Rhodes.
El 28 de julio de 2021 derroto a Hikuleo para retener su IWGP United States Championship en un evento de Dynamite Fight for the fallen.

## En lucha

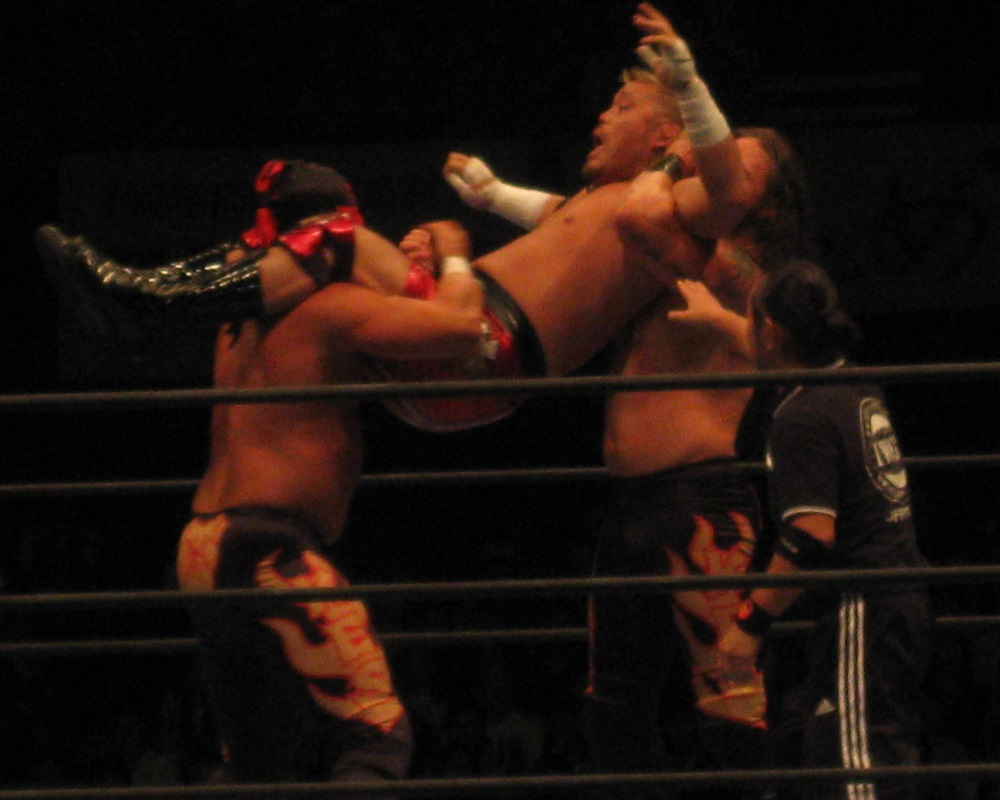
K.E.S. aplicando su Killer Bomb a Hiroyoshi Tenzan.

- Movimientos finales
  - Final Days[46] (Inverted DDT)[47] - 2009-presente
  - Texas Tornado Slam[48] (Fireman's carry kneeling facebuster) - 2007
  - Texas Towerbomb[1] (Belly to back falling leg trap one shoulder powerbomb) - 2005-2006, 2008-2009
  - Blackout[1][14] (Inverted crucifix sitout scoop slam piledriver) - 2004-2009
  - Curtain Call[49][50] (Swinging side sitout facebuster) - 2000-2004

- Movimientos de firma
  - F'n Bomb (Sitout full nelson slam)[51][52] – NJPW
  - Chokeslam[1][2]
  - Argentine backbreaker drop
  - Running big boot[1][3]
  - Corner-to-corner missile dropkick[53] - 2005
  - Flying clothesline[53]
  - Diving moonsault[53]
  - Varios tipos de suplex:
    - Side belly to belly
    - German
    - Vertical

  - Swinging neckbreaker
  - Swinging side sitout facebuster - 2004-presente
  - Varios tipos de powerslam:
    - Pumphandle[54]
    - Scoop[55]
    - Fallaway[55]
    - Sitout full Nelson
    - Sidewalk

  - Jumping leg drop[2]
  - Sitout powerbomb[3]
  - Lariat[2]

- Managers
  - Christy Hemme[3]
  - Jake Roberts

- Apodos
  - "The American Psycho"[3][14]
  - "The Ticked-off Texan"[3]
  - "The Masterpiece of the Agony"
  - "The Murderhawk Monster"

## Campeonatos y logros
- All Elite Wrestling
  - Casino Battle Royale (2020)

- American Made Wrestling

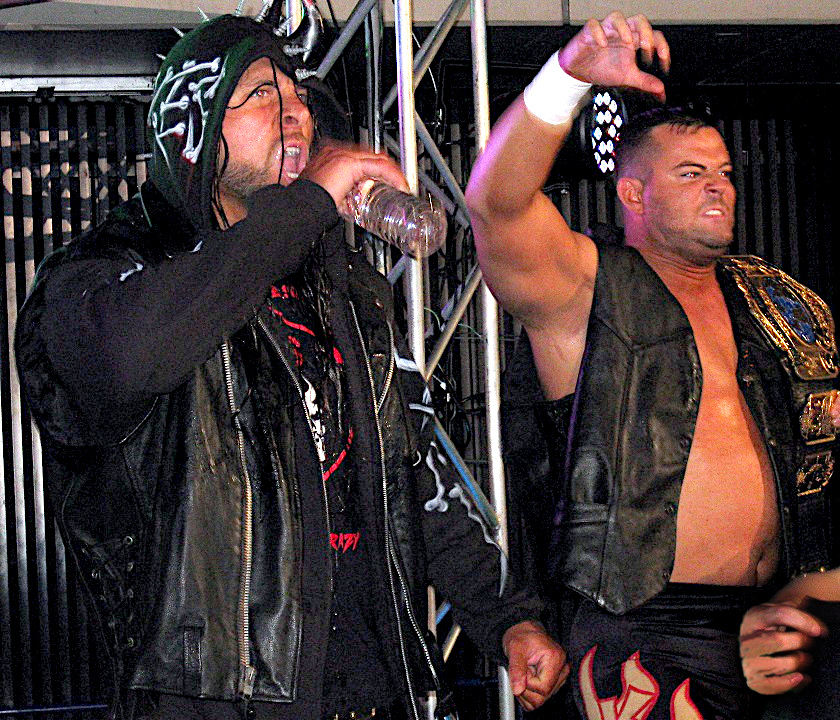
Archer & Davey Boy Smith, Jr., the Killer Elite Squad, como Campeones Mundiales en Parejas de la NWA en junio de 2013.

  - AMW Heavyweight Championship (1 vez)

- Fighting Spirit Federation
  - La Reunión World Cup (2009)

- National Wrestling Alliance
  - NWA World Tag Team Championship (2 veces) – con Davey Boy Smith, Jr.[26]
  - NWA Texas Heavyweight Championship (1 vez)

- New Japan Pro-Wrestling
  - IWGP United States Heavyweight Championship (2 veces)
  - IWGP Tag Team Championship (2 veces) – con Davey Boy Smith, Jr.[19]
  - World Tag League (2011) – con Minoru Suzuki[12]

- Pro Wrestling NOAH
  - GHC Tag Team Championship (2 veces) – con Davey Boy Smith, Jr.

- Professional Championship Wrestling
  - PCW World Heavyweight Championship (4 veces)[56]
  - PCW World Tag Team Champion (3 veces)
  - PCW World Television Champion (3 veces)[56]

- River City Wrestling
  - RCW Championship (1 vez)

- Total Nonstop Action Wrestling
  - NWA World Tag Team Championship (2 veces) – com Kid Kash[56]

- World Wrestling Council
  - WWC Universal Heavyweight Championship (1 vez)

- Pro Wrestling Illustrated
  - Situado en el N°273 en los PWI 500 de 2004[57]
  - Situado en el N°156 en los PWI 500 de 2005[58]
  - Situado en el N°276 en los PWI 500 de 2006[59]
  - Situado en el N°159 en los PWI 500 de 2007[60]
  - Situado en el N°150 en los PWI 500 de 2008[61]
  - Situado en el Nº195 en los PWI 500 de 2009[62]
  - Situado en el Nº168 en los PWI 500 de 2010[63]
  - Situado en el Nº267 en los PWI 500 de 2012[64]

- Wrestling Observer Newsletter
  - WON Peor lucha del año - 2006 TNA Reverse Battle Royal on TNA Impact![65]

- Otros títulos
  - GZW Heavyweight Championship (1 vez)
  - STEW Heavyweight Championship (2 veces)